# Dłużniewice (gromada)
Dłużniewice (planowana lecz nie zimplementowana nazwa: Zdyszewice) – dawna gromada, czyli najmniejsza jednostka podziału terytorialnego Polskiej Rzeczypospolitej Ludowej w latach 1954–1972.
Gromady, z gromadzkimi radami narodowymi (GRN) jako organami władzy najniższego stopnia na wsi, funkcjonowały od reformy reorganizującej administrację wiejską przeprowadzonej jesienią 1954 do momentu ich zniesienia z dniem 1 stycznia 1973, tym samym wypierając organizację gminną w latach 1954–1972.
Gromadę Dłużniewice z siedzibą GRN w Dłużniewicach utworzono – jako jedną z 8759 gromad na obszarze Polski – w powiecie opoczyńskim w woj. kieleckim, na mocy uchwały nr 13g/54 WRN w Kielcach z dnia 29 września 1954. W skład jednostki weszły obszary dotychczasowych gromad Dłużniewice, Pilichowice, Stanisławów i Adamów ze zniesionej gminy Topolice oraz Zdyszewice ze zniesionej gminy Machory w tymże powiecie. Dla gromady ustalono 12 członków gromadzkiej rady narodowej. Gromada powstała w miejsce planowanej gromady Zdyszewice z siedzibą w Zdyszewicach.
Gromadę zniesiono 31 grudnia 1959, a jej obszar włączono do gromad Paradyż (kolonie Adamów i Stanisławów) i Żarnów (wsie Dłużniewice, Pilichowice i Zdyszewice, kolonie Dłużniewice, Prawdzice, Pilichowice, Ruda Pilichowska, Rudzew i Kowalicha, osady Czersko i Zdyszewicki Józefów oraz parcelacje Pilichowice i Dłużniewice).